# Rastow
Rastow là một đô thị ở huyện Ludwigslust, bang Mecklenburg-Vorpommern, Đức. Đô thị này có diện tích 51,66 km², dân số thời điểm 31 tháng 12 là 2000 người.